# 6567 Shigemasa
6567 Shigemasa è un asteroide della fascia principale. Scoperto nel 1992, presenta un'orbita caratterizzata da un semiasse maggiore pari a 2,2696058 UA e da un'eccentricità di 0,1963640, inclinata di 4,54234° rispetto all'eclittica.